# ボレリー (小惑星)
ボレリー (1539 Borrelly) は、小惑星帯に位置する小惑星。フランスのニース天文台で、アンドレ・パトリーによって発見された。
フランスの天文学者で、生涯で20個の小惑星や18個の彗星などを発見したアルフォンス・ボレリーに因んで命名された。